# Ingeburg Branoner
Ingeburg Branoner (* 14. Februar 1934 in Berlin; † 28. März 2025) war eine deutsche Liedtexterin. Sie gehörte in der DDR zu den produktivsten Textern im Rockmusik- und Schlagerbereich.

## Leben
Branoner war gelernte Facharbeiterin für Verkehrstechnik. Von 1962 bis 1977 arbeitete sie im Rundfunk der DDR als Sachbearbeiterin, Redakteurin und Produzentin. Ab 1962 schrieb sie Texte für Schlager. 1963 sang Steffen Reuter den Hexenbesen-Twist mit dem ersten auf Schallplatte veröffentlichten Branoner-Text. Ab 1971 wandte sie sich vor allem der damals aufkommenden Rockmusik zu. Dank ihrer erfolgreichen Arbeit konnte sie ab 1977 freischaffend tätig sein. Sie schrieb unter anderem für die Modern Soul Band, Lift, electra, Reform, Veronika Fischer, Holger Biege, Katrin Lindner & Schubert-Band, Dina Straat, Neue Generation, Metropol, Passion, Peter und Paul und Gaby Rückert sowie deutsche Texte für die polnischen Interpreten Rote Gitarren, Skaldowie und Maryla Rodowicz und die ungarischen Bands Illés und Fonograf.

## Auswahl von Liedern von Ingeburg Branoner
- 1974: Fluß der toten Fische, gesungen von der Modern Soul Band, durfte nicht im Radio gespielt werden, da er das Thema „Umweltverschmutzung“ behandelte
- 1975: In jener Nacht, gesungen von Veronika Fischer, Platz 1 der DDR-Jahreshitparade 1975
- 1980: Berührung, gesungen von Gaby Rückert, wurde 1980 von den Lesern der Zeitschrift Neues Leben zum DDR-„Hit des Jahres“ gewählt